# 얼음컵

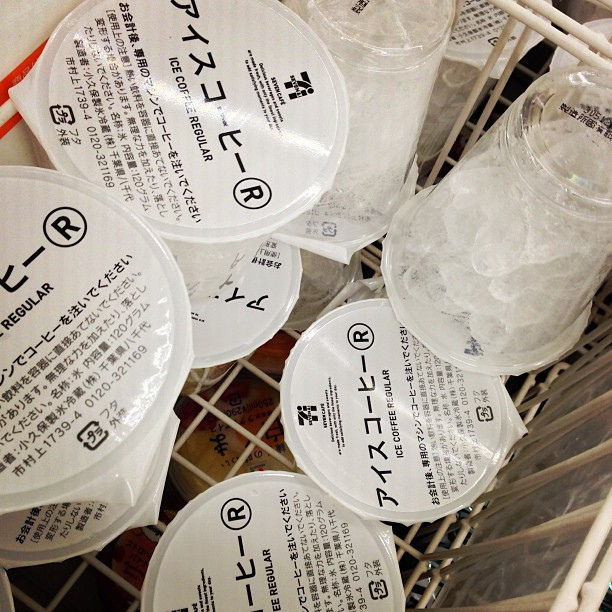
일본 세븐일레븐 편의점에 있는 커피 전용 얼음컵

얼음컵은 얼음이 담겨져 있는 플라스틱으로 만든 컵으로, 대한민국과 일본의 편의점에서 주로 판매된다. 얼음컵에 넣어 만들어 마실 수 있는 전용 음료, 커피가 같이 판매된다. 대한민국의 경우, 판매 수량 기준 상위권에 드는 경우가 많다.